# 本星系板
本星系板，或稱本星系墙（英語：Local Sheet）是天文學中包含銀河系在內的一個區域，在這個區域中的星系、本星系群的一些成員和銀河系共用一個相似的本動速度。這個區域的半徑大約700萬秒差距（2,300萬光年） ，厚約46萬秒差距（150萬光年），在這距離之外的星系顯示出明顯不同的速度 。本星系群相對於本星系板僅顯現出66公里/秒的微小本動速度差異，星系的典型波速頻散在徑向方向僅是40公里/秒。幾乎附近所有明亮的星系都屬於本星系板，而本星系板是在室女座超星系團（本超星系團）內Local Volume的一部分。本星系板形成一片星系牆，畫出了本地空洞的一處邊界。
在本星系板中，星系平均速度的一個重要組成部分顯然是室女座星系團的星系引力吸引的結果，產生185公里/秒的本動速度朝向著該處。第二個分量是背向星系數量稀少的本地空洞（跨越4,500萬秒差距的膨脹區域）中心。這個量的速度為259公里/秒。本星系板對本超星系團群（室女座超星系團）傾斜8°。

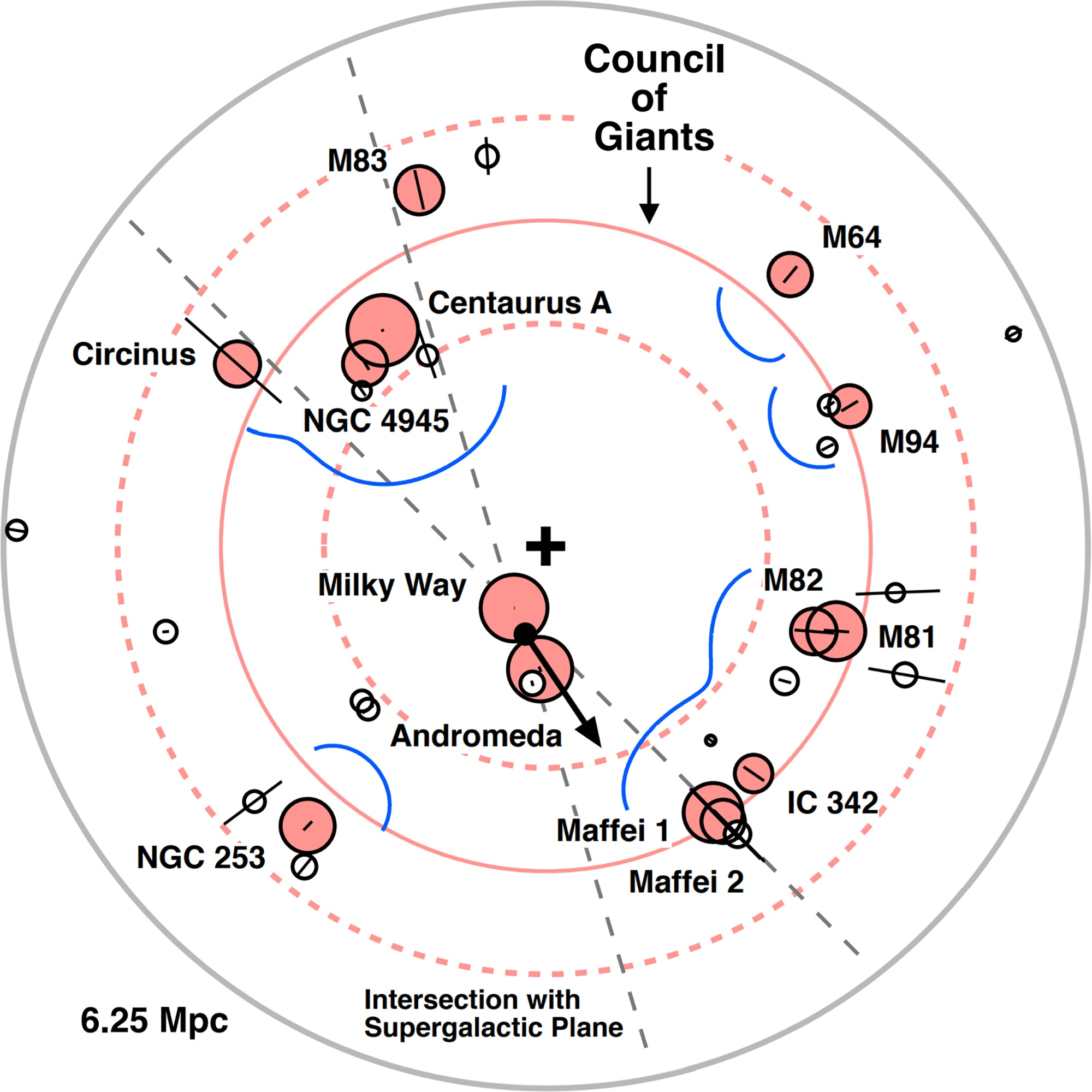
本星系板

所謂的Council of Giants是在本星系群中，以375萬秒差距（1,220萬光年）的半徑，環繞著本星系板的12個大星系組成的環。其中10個是螺旋星系，其餘2個是橢圓星系。這兩個橢圓星系（馬菲1和半人馬座A）分別位在本星系群相對的兩端，而且它們的形成可能促成了本星系群的發展。本星系板本身的發展概述了暗物質在細絲中的濃度。
| 目錄序號   | 名稱       | 星座     | 距離（百萬光年） | 質量*  |
| ---------- | ---------- | -------- | ---------------- | ------ |
| NGC 253    | 玉夫座星系 | 玉夫座   | 11               | 10.805 |
| PGC 9892   | 馬菲1      | 仙后座   | 11               | 10.928 |
| PGC 10217  | 馬菲2      | 仙后座   | 11               | 10.493 |
| IC 342     |            | 鹿豹座   | 11               | 10.302 |
| NGC 3031   | M 81       | 大熊座   | 12               | 10.905 |
| NGC 3034   | M 82       | 大熊座   | 11               | 10.573 |
| NGC 4736   | M 94       | 獵犬座   | 15               | 10.458 |
| NGC 4826   | M 64       | 后髮座   | 16               | 10.496 |
| NGC 5236   | M 83       | 長蛇座   | 16               | 10.642 |
| NGC 5128   | 半人馬座A  | 半人馬座 | 11               | 11.169 |
| NGC 4945   |            | 半人馬座 | 12               | 10.528 |
| ESO 97-G13 | 圓規座星系 | 圓規座   | 14               | 10.559 |

* 質量是以對數呈現的太陽質量。